# Leinsteri kódex

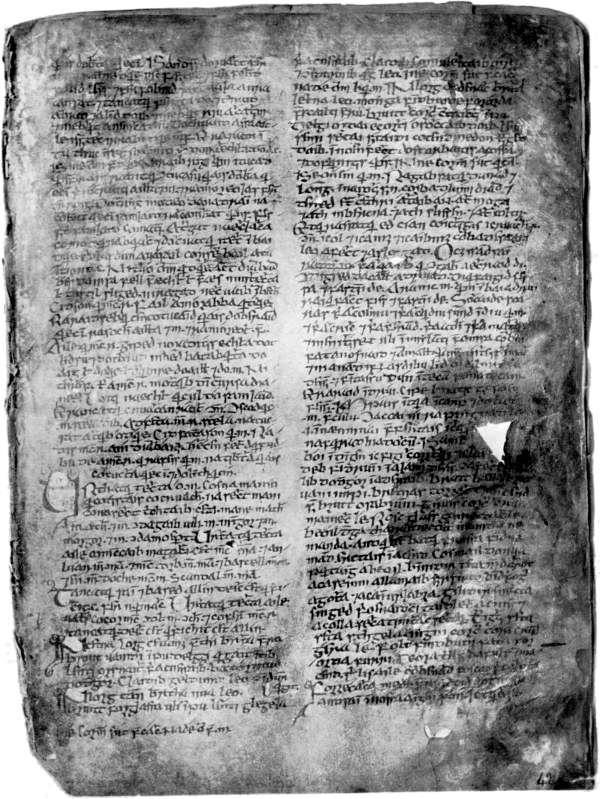
Egy oldal a leinsteri könyvből

A leinsteri kódex (írül: Lebor Laignech, korábbi nevén Noughaval könyve (Lebor na Nuachongbála) középkori ír és latin nyelvű kézirat, amit kb. 1160 környékén állíthattak össze, jelenleg pedig a dublini Trinity College-ben őrzik.
Ez a könyv az egyik legfontosabb forrásmű a középkori ír irodalom, genealógia és mitológia kutatásához. Olyan szövegeket tartalmaz, mint például a Lebor Gabála Érenn (Hódítások könyve), a Táin Bó Cúailnge (a Cooley-i marharablás) legteljesebb változata, a Metrical Dindshenchas (ír helynevek legendáinak gyűjteménye), valamint a De excidio Troiae historia (azaz „Ének Trója pusztulásáról”) ír fordítása/adaptációja. Feltehetőleg az egész mű egyetlen írnok, Áed Ua Crimthainn munkája. A kézirat feljegyzéseiből megállapíthatjuk, hogy 1151-től 1201-ig folyt az összeállítása, de feltehetőleg már az 1160-as években elkészült a nagy része.
A kézirat 187 lapból áll (ezek mindegyike megközelítőleg 13" x 9" (33 x 23 cm) élhosszúságú), de a feljegyzések arra utalnak, hogy akár 45 oldal is elveszhetett az idők során. A Dublin Institute for Advanced Studies 29 év alatt, hat kötetben adta ki a mű szerkesztett változatát.

## Külső hivatkozások
- A leinsteri könyv tartalomjegyzéke
- http://66.218.71.231/language/translation/translatedPage.php?tt=url&text=http%3a//www.bifrost.it/CELTI/Fonti/LibrodiLeinster.html&lp=it_en&.intl=us&fr=FP-tab-web-t%5B%5D
- Ír szövegek: első, második, harmadik, negyedik és ötödik kötet a CELT-nél